# 萨珊征服埃及
萨珊征服埃及发生在618至621年之间，萨珊王朝的军队击败了埃及管区的拜占庭军队，并占领了该省份。罗马埃及之首府亚历山大的陷落，标志着萨珊王朝征服这个富庶省份的第一个，也是最重要的阶段。几年之内，埃及完全落入了萨珊波斯的手中。

## 背景
波斯君主霍斯劳二世利用拜占庭帝国皇帝莫里斯被福卡斯推翻而内乱之际，攻入罗马东部的省份。到了615年，波斯已将罗马赶出了美索不达米亚北部、叙利亚以及巴勒斯坦。因决意终结罗马在亚洲的统治，霍斯劳将眼光投向了东罗马的粮仓——埃及。

## 埃及陷落
波斯入侵埃及始于617或618年，但是关于战争的具体细节却所知甚少，因为该省份与罗马其余的领土隔绝。波斯军队向亚历山大进发，当地总督，希拉克略的侄子尼基塔斯却未能组织有效的抵抗。他和迦克墩主教约翰五世弃城逃往了賽普勒斯。根据《胡齐斯坦编年史》的记载，亚历山大城最终在619年6月被一个叫彼得的人出卖给了波斯人。波斯人还洗劫了城市西部修道的中心伊纳顿。
亚历山大陷落之后，波斯逐渐将其统治向南沿着尼罗河扩展。尽管有零星的抵抗，而仍需进行一些扫荡行动，但到了621年，这个省份已经由波斯人牢牢掌控。

## 后续
埃及由萨珊控制了十年之久，并由将领沙赫尔巴拉兹在亚历山大统治。因为罗马皇帝希拉克略扭转局势，击败了霍斯劳，萨哈尔巴拉兹得到命令撤离该省，但其拒绝了这道命令。最终，希拉克略为了收复埃及，并分化波斯人，提出帮助萨哈尔巴拉兹夺取波斯王位。双方达成了协议，629年夏，波斯军队开始撤出埃及。

### 脚注
1. ↑  . www.iranicaonline.org.   [2019-08-09]. （原始内容存档于2020-11-18）. The occupation of Egypt, beginning in 619 or 618 (Altheim-Stiehl, 1991), was one of the triumphs in the last Sasanian war against Byzantium.
2. 1 2 3  Howard-Johnston (2006), p. 124
3. ↑  A. J. Butler, The Arab Conquest of Egypt, (1902). Reprinted (1978) by Oxford University Press, ISBN 0-19-821678-5
4. 1 2  Frye (1993), p. 169
5. 1 2  Dodgeon et al. (2002), p. 196
6. ↑  Dodgeon et al. (2002), pp. 196, 235
7. ↑  Howard-Johnston (2006), pp. 10, 90
8. ↑  Juckel 2011.
9. ↑  Howard-Johnston (2006), p. 99

### 书籍
- Dodgeon, Michael H.; Greatrex, Geoffrey; Lieu, Samuel N. C. . Routledge. 2002: 196–97  [2019-12-04]. ISBN 0-415-00342-3. （原始内容存档于2016-11-18）.
- Frye, R. N. . Yarshater, Ehsan; Bailey, Harold  (编). . Cambridge University Press. 1993  [2019-12-04]. ISBN 978-0-521-20092-9. （原始内容存档于2017-10-14）.
- Howard-Johnston, James. . Ashgate Publishing. 2006  [2019-12-04]. ISBN 0-86078-992-6. （原始内容存档于2016-05-08）.
- Juckel, Andreas. . Sebastian P. Brock（英语：Sebastian P. Brock）; Aaron M. Butts; George A. Kiraz（英语：George A. Kiraz）; Lucas Van Rompay  (编). . Gorgias Press. 2011  [2019-10-23]. （原始内容存档于2021-01-11）.